# Lorella De Luca
Lorella De Luca (n. 17 septembrie 1940, Florența, Regatul Italiei – d. 9 ianuarie 2014, Civitavecchia, Lazio, Italia), a fost o actriță de film și televiziune italiană.

## Biografie
A debutat în 1955 în regia lui Federico Fellini, în Escrocii. A urmat apoi Centro sperimentale di cinematografia; in 1956 Dino Risi a lansat-o în 1957 cu Săraci dar frumoși. Succesul filmului a făcut-o să devină favorita publicului, la fel ca și filmele ulterioare din serie, Săraci dar frumoși (1957) și Săracii milionari (1959).
S-a specializat în personajul tinerei naive, într-o serie de comedii de succes: Medicul și vraciul (1957) de Mario Monicelli cu Vittorio De Sica și Marcello Mastroianni, Duminica e întotdeauna duminică (1958) de Camillo Mastrocinque, Prima dragoste (1959) de Mario Camerini și mulțe altele.
Alături de Alessandra Panaro, s-a alăturat în 1958 lui Mario Riva în foarte popularul test de televiziune Il Musichiere ca asistentă de prezentatoare. În 1965, sub pseudonimul Hally Hammond, a jucat în Baladă din Valea Morții, regizat de bărbatul care avea să-i devină soț în 1971, Duccio Tessari, și cu care va avea două fiice, dintre care una, Fiorenza Tessari, a devenit și ea actriță. Ulterior, a apărut în alte nouă filme regizate de soțul ei și l-a secondat ca asistentă de regie.
A decedat la spitalul San Paolo din Civitavecchia la vârsta de 73 de ani din cauza unei tumori cerebrale care îi provocase și orbirea. După două zile, înmormântarea a fost celebrată la Roma, în Piazza del Popolo, în biserica Santa Maria dei Miracoli.

## Filmografie selectivă
- 1955 Escrocii (Il bidone), regia Federico Fellini
- 1956 Orlando e i paladini Francia, regia Pietro Francisci
- 1956 Sette canzoni per sette sorelle, regia Marino Girolami
- 1957 Săraci dar frumoși (Poveri ma belli), regia Dino Risi
- 1957 Medicul și vraciul (Il medico e lo stregone), regia Mario Monicelli
- 1957 Între noi părinții (Padri e figli), regia Mario Monicelli
- 1957 Gente felice, regia Mino Loy
- 1957 L'ultima violenza, regia Raffaello Matarazzo
- 1957 Frumoase dar sărace (Belle ma povere), regia Dino Risi
- 1957 Mistereie Parisului (I misteri di Parigi), regia Fernando Cerchio
- 1958 Duminica e întotdeauna duminică (Domenica è sempre domenica), regia Camillo Mastrocinque
- 1958 L'uomo dall'ombrello bianco (El hombre del paraguas blanco), regia Joaquín Luis Romero Marchent
- 1958 Napoli, sole mio!, regia Giorgio Simonelli
- 1958 Racconti d'estate, regia Gianni Franciolini
- 1958 Tuppe tuppe, Marescià!, regia Carlo Ludovico Bragaglia
- 1958 Il bacio del sole (Don Vesuvio), regia Siro Marcellini
- 1959 Prima dragoste (Primo amore), regia Mario Camerini
- 1959 Nel segno di Roma, regia Guido Brignone
- 1959 Săracii milionari (Poveri milionari), regia Dino Risi
- 1959 Quanto sei bella Roma, regia Marino Girolami
- 1959 Ciao, ciao bambina! (Piove), regia Sergio Grieco
- 1959 La duchessa di Santa Lucia, regia Roberto Bianchi Montero
- 1959 Agosto, donne mie non vi conosco, regia Guido Malatesta
- 1959 Costa Azzurra, regia Vittorio Sala

- 1960 Caccia al marito, regia Marino Girolami
- 1960 Il principe fusto, regia Maurizio Arena
- 1960 La regina delle Amazzoni, regia Vittorio Sala
- 1962 Taras Bulba il cosacco, regia Ferdinando Baldi
- 1962 La notte dell'innominato, regia Luigi De Marchi
- 1965 Una voglia da morire, regia Duccio Tessari
- 1965 Baladă din Valea Morții (Una pistola per Ringo), regia Duccio Tessari
- 1965 Ringo se întoarce (Il ritorno di Ringo), regia Duccio Tessari
- 1966 Kiss Kiss... Bang Bang, regia Duccio Tessari
- 1966 Per amore... per magia..., regia Duccio Tessari

- 1971 Una farfalla con le ali insanguinate, regia Duccio Tessari
- 1974 Uomini duri (Tough Guys), regia Duccio Tessari
- 1976 Safari Express, regia Duccio Tessari
- 1976 La madama, regia Duccio Tessari
- 1978 L'alba dei falsi dei, regia Duccio Tessari
- 1993 Bonus Malus, regia Vito Zagarrio